# Tomasz Kusior
Tomasz Kusior (ur. 26 czerwca 1987 w Sanoku) – polski siatkarz, grający na pozycji środkowego bloku.

## Kariera
W 2008 roku w barwach Asseco Resovii zajął 4. miejsce w turnieju Final Four Challenge Cup rozgrywanym w Rzeszowie. W tym samym roku został powołany do kadry B Reprezentacji Polski przez trenerów Radosława Panasa i Andrzeja Kowala oraz w 2009 - przez trenera Grzegorza Wagnera. W sezonie 2008/2009 został srebrnym a w 2009/2010 brązowym medalistą mistrzostw Polski. Następnie w sezonie 2013/14 występował w klubie Błękitni Ropczyce, a od sezonu 2014/15 ponownie broni barw klubu ze swojego rodzinnego miasta.

## Sukcesy klubowe
- Srebrny medal mistrzostw Polski (2009)
- Brązowy medal mistrzostw Polski (2010)